# Ken Ellis (cầu thủ bóng đá, sinh năm 1948)
Kenneth Ellis (29 tháng 5 năm 1948 – 1992) là một cầu thủ bóng đá người Anh thi đấu ở Football League cho Hartlepool và Darlington. Ông cũng từng thi đấu ở Bỉ cho Racing Jet và AS Oostende, và bóng đá non-league cho Scarborough và Goole Town. Ông cũng có thể thi đấu ở cả vị trí hậu vệ hoặc tiền đạo.